# El món neix en cada besada
El món neix en cada besada és un fotomosaic situat a la plaça d'Isidre Nonell, al districte de Ciutat Vella de Barcelona. Va ser realitzat pel fotògraf Joan Fontcuberta i el ceramista Toni Cumella el 2014.

## Història i descripció
L'origen d'aquesta fotocomposició es troba en el tricentenari de la derrota catalana en la Guerra de Successió Espanyola (11 de setembre de 1714), que va donar origen a la commemoració de la Diada de Catalunya. La iniciativa va partir del fotògraf Joan Fontcuberta en col·laboració amb El Periódico de Catalunya, i consistia en l'elaboració d'un mural compost de fotografies enviades pels lectors d'El Periódico, que en el seu conjunt formarien una imatge. El tema requerit per a les fotografies era «viure lliure». Amb elles es van formar 4000 tessel·les de ceràmica, distribuïdes en 50 files de vuitanta tessel·les cadascuna, que en conjunt formen la imatge d'uns llavis besant-se. Es va instal·lar en un mur de tanca del jardí particular d'una casa de la plaça d'Isidre Nonell i, encara que en principi havia de ser una instal·lació efímera, l'Ajuntament de Barcelona va decidir deixar-ho de forma permanent. El mural va ser inaugurat el 3 de juliol de 2014 per l'alcalde de Barcelona, Xavier Trias.
Al costat del mosaic hi ha una placa amb la inscripció:
| « | Aquest fotomosaic mural ha estat realitzat amb la contribució voluntària de milers de ciutadans que han aportat imatges personals interpretant el lema "moments de llibertat". El projecte forma part de la commemoració del Tricentenari dels fets de 1714 a Barcelona. El soroll d'un petó no és tan ensordidor com el d'un canó, / però el seu ressò dura molt més. Oliver Wendell Holmes | » |